# イヴァルス・ゴドマニス
イワルス・グアドマニス（Ivars Godmanis、1951年11月27日 - ）はラトビアの政治家。ラトビアがソビエト連邦から独立回復して初めての首相であり、2007年12月には再び首相に返り咲いた。第11代首相を務めた。
彼はリガで生まれ、1990年から1993年まで首相を務めて、共産主義から資本主義への経済システムの転換を図った。後に1998年から1999年には財務大臣も務めた。もともとラトビア人民戦線に所属していたが、後にラトビアの道に移り、党首まで務めた。2006年11月、選挙後にラトビアの道が政権に加わると、グアドマニスは内務大臣に就いた。
2007年12月14日、グアドマニスはヴァルディス・ザトレルス大統領より首相に指名され、12月20日には54対43の賛成多数で議会に承認された。

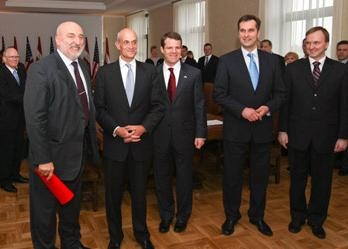
左端の人物がゴドマニス。